# Bulharsko na Letních olympijských hrách 1980
Bulharsko na Letních olympijských hrách 1980 v Moskvě reprezentovalo 271 sportovců, z toho 183 mužů a 88 žen. Nejmladší účastnicí byla sportovní gymnastka Dimitrinka Filipova (14 let, 76 dní), nejstarším účastníkem pak jachtař Krasimir Krstev (70 let, 193 dní). Reprezentanti vybojovali 41 medailí, z toho 8 zlatých, 16 stříbrných a 17 bronzových.

## Medailisté
| Medaile | Jméno | Sport                | Disciplína                                |
| ------- | --- | -------------------- | ----------------------------------------- |
| Zlato   | Petar Lesov | Box                  | Muší váha – do 51 kg                      |
| Zlato   | Ljubomir Ljubenov | Kanoistika           | C1 1000 m                                 |
| Zlato   | Stojan Delčev | Sportovní gymnastika | muži hrazda                               |
| Zlato   | Janko Rusev | Vzpírání             | Lehká váha                                |
| Zlato   | Asen Zlatev | Vzpírání             | Střední váha                              |
| Zlato   | Georgi Rajkov | Zápas                | řecko-římský do 100 kg                    |
| Zlato   | Valentin Rajčev | Zápas                | volný styl do 74 kg                       |
| Zlato   | Ismail Abilov | Zápas                | volný styl do 82 kg                       |
| Stříbro | Maria Petkovová | Atletika             | Ženy hod diskem                           |
| Stříbro | Krasimira Bogdanova Diana Brajnova-Dilova Vaňa Dermendžieva Silvija Germanova Nadka Golčeva Petkana Makaejeva Penka Metodieva Angelina Michajlova Snežana Michajlova Kostadinka Radkova Evladija Slavčeva Penka Stojanova | Basketbal            | Turnaj žen                                |
| Stříbro | Ljubomir Ljubenov | Kanoistika           | C1 500 m                                  |
| Stříbro | Vanja Geševa-Cvetkova | Kanoistika           | K1 500 m                                  |
| Stříbro | Georgi Gadšev Svetoslav Ivanov Petar Mandažiev | Jezdectví            | družstvo drezura                          |
| Stříbro | Dimitar Zaprjanov | Judo                 | Muži nad 95 kg                            |
| Stříbro | Naďa Filipova Ginka Gjurova Marijka Modeva Rita Todorova Iskra Velinova | Veslování            | Čtyřka s kormidelníkem                    |
| Stříbro | Jordan Angelov Dimitar Dimitrov Stefan Dimitrov Stojan Gunčev Christo Iliev Petko Petkov Kaspar Simeonov Christo Stojanov Mitko Todorov Cano Canov Emil Valčev Dimitar Zlatanov                                           | Volejbal             | turnaj mužů                               |
| Stříbro | Stefan Dimitrov | Vzpírání             | Pérová váha                               |
| Stříbro | Blagoj Blagoev | Vzpírání             | Lehkotěžká váha                           |
| Stříbro | Rumen Aleksandrov | Vzpírání             | Polotěžká váha                            |
| Stříbro | Valentin Christov | Vzpírání             | Těžká váha                                |
| Stříbro | Aleksandar Tomov | Zápas                | řecko-římský nad 100 kg                   |
| Stříbro | Micho Dukov | Zápas                | volný styl do 62 kg                       |
| Stříbro | Ivan Jankov | Zápas                | volný styl do 68 kg                       |
| Stříbro | Slavčo Červenkov | Zápas                | volný styl do 100 kg                      |
| Bronz   | Petar Petrov | Atletika             | Muži běh na 100 m                         |
| Bronz   | Ismail Mustafov | Box                  | Lehká muší váha – do 48 kg                |
| Bronz   | Borislav Borisov Lazar Christov Ivan Manev Božidar Milenkov | Kanoistika           | K4 1000 m                                 |
| Bronz   | Borislav Ananiev Nikolaj Ilkov | Kanoistika           | C2 500 m                                  |
| Bronz   | Stojan Delčev | Sportovní gymnastika | muži Víceboj – jednotlivci                |
| Bronz   | Ilijan Nedkov | Judo                 | Muži do 65 kg                             |
| Bronz   | Bogdan Dobrev Minčo Nikolov Ljubomir Petrov Ivo Rusev | Veslování            | Párová čtyřka                             |
| Bronz   | Ani Bakova Rumeljana Bončeva Dolores Nakova Mariana Serbezova | Veslování            | Párová čtyřka                             |
| Bronz   | Sijka Barboulova Stojanka Kubatova | Veslování            | Dvojka bez kormidelníka                   |
| Bronz   | Ljubčo Djakov | Sportovní střelba    | 50 metrů libovolná pistole                |
| Bronz   | Petar Zaprjanov | Sportovní střelba    | 50 metrů libovolná malorážka 60 ran vleže |
| Bronz   | Verka Borisova-Stojanova Cvetana Božurina Rosica Dimitrova Taňa Dimitrova-Todorova Maja Georgieva-Stoeva Taňa Gogova Valentina Ilieva-Charalampieva Rumjana Kaiševa Anka Kristolova-Uzunova Silva Petrunova               | Volejbal             | turnaj žen                                |
| Bronz   | Minčo Pašov | Vzpírání             | Lehká váha                                |
| Bronz   | Nedelčo Kolev | Vzpírání             | Střední váha                              |
| Bronz   | Mladen Mladenov | Zápas                | řecko-římský do 52 kg                     |
| Bronz   | Pavel Pavlov | Zápas                | řecko-římský do 82 kg                     |
| Bronz   | Nermedin Selimov | Zápas                | volný styl do 52 kg                       |